# Priscula taruma
Priscula taruma är en spindelart som beskrevs av Huber 2000. Priscula taruma ingår i släktet Priscula och familjen dallerspindlar.
Artens utbredningsområde är Guyana. Inga underarter finns listade i Catalogue of Life.